# V Draconis
V Draconis är en förmörkelsevariabel av Mira Ceti-typ  i stjärnbilden Draken.
Stjärnan varierar mellan magnitud +9,5 och 14,7 med en period av 278,33 dygn.